# مكتبة ستراسبورغ
المكتبة الوطنية والجامعية لستراسبورغ هي مكتبة عامة في مدينة ستراسبورغ الفرنسية، صنفت كمعلمة تاريخية ابتداءً من 10 نوفمبر 2004. تقع في ساحة الجمهورية مواجهةً لقصر الراين.

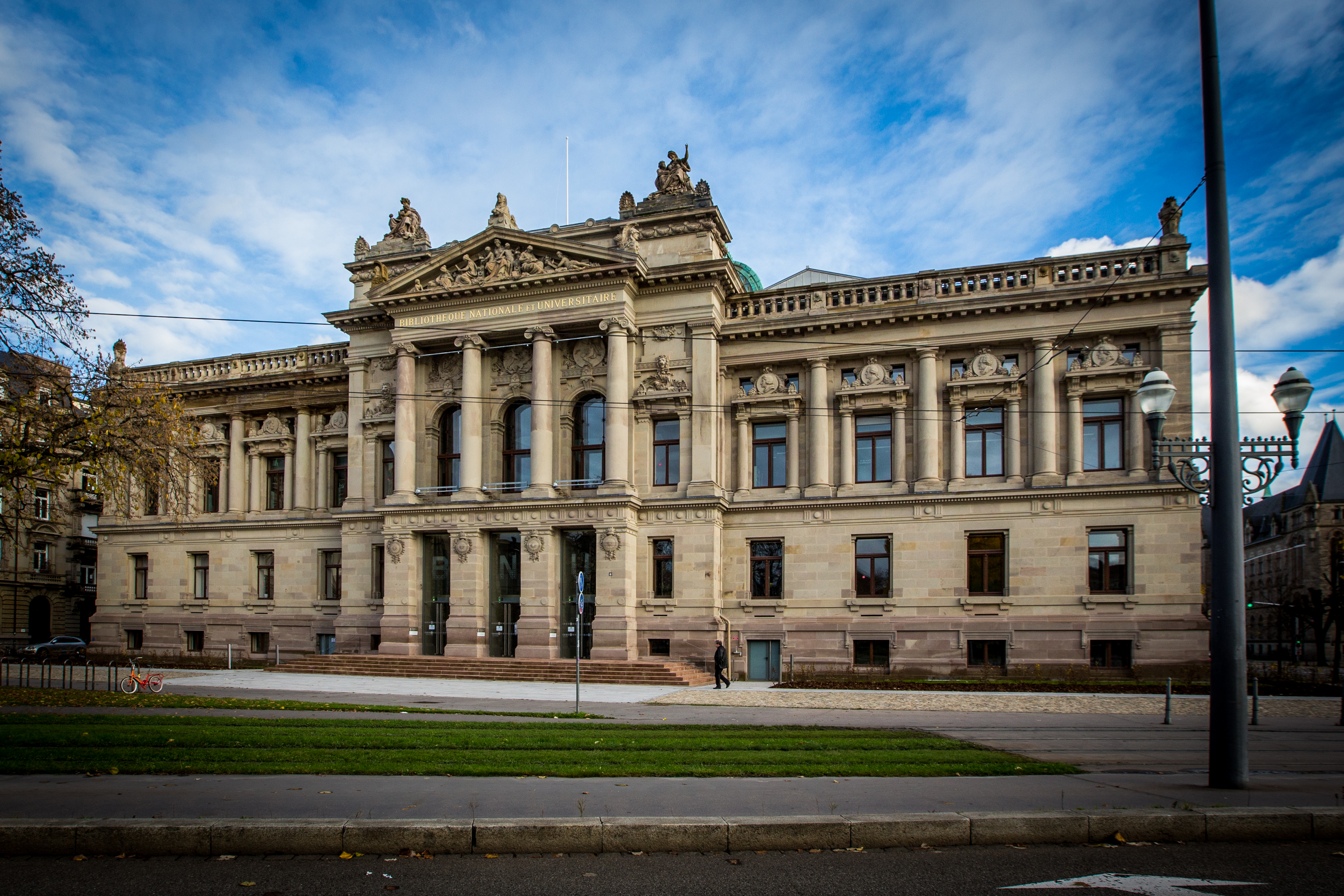
المكتبة بعد الإصلاح سنة 2014

## تاريخ
بعد تدمير مكتبة البلدية ومحفوظات المدينة من قبل المدفعية البروسية أثناء حصار ستراسبورغ، أسست الإمبراطورية الألمانية المكتبة في 19 يونيو 1872.و كلِّف المؤرخ والأستاذ رودولف رويس بمهمة ترتيب مجموعاتها.
أصبحت المكتبة الإقليمية لـمنطقة الألزاس واللورين، فوفقًا للتقاليد الألمانية، يجب أن تحتوي كل منطقة على مكتبة واحدة على الأقل. وكانت أيضًا مكتبةً أكاديمية.
تم افتتاح المبنى الحالي، وهو عمل للمهندسين المعماريين أوغست هارتل و سكجولد نيكلمان، في عام 1895.
بعد إعادة أراضي الألزاس واللورين إلى فرنسا عقب الحرب العالمية الأولى، نشأ سؤال حول ما إذا كان يجب تجديد هذه المكتبة وإعادة فتحها أم لا. بعد بعض التردد، قررت الحكومة الفرنسية الاحتفاظ بالمكتبة.
تحتوي المكتبة الآن على حوالي 3،000،000 مجلد، وهي ثاني أكبر مجموعة في فرنسا.
تحتوي المجموعة، من بين أشياء أخرى، 2300 إنكونابولا، (كتاب مطبوع قبل القرن 16) 6700 مخطوطة (بالإضافة إلى 29000 أخرى من المحفوظات - التي تحتفظ بها المكتبة - لعائلة دو توركهيم، وعدة آلاف أخرى من محفوظات الرهبنة الفرنسيسكانية الألزاسية) و 5200 بردية.